# Diving Unlimited International
DUI - Diving Unlimited International – amerykańska firma produkująca sprzęt do nurkowania.

## Historia
Firma DUI została założona w 1963 w San Diego (Kalifornia), gdzie do dziś mieści się siedziba firmy. Ojcem - założycielem jest zapalony nurek Dick Long. Obecnie funkcję dyrektora Diving Unlimited International pełni córka Susan Long. Przedstawicielem firmy na Europę środkowo-wschodnią jest firma BtS (Niemcy).

## DUI w Polsce
W Polsce DUI pojawił się pod koniec lat 90'. Obecnie istnieje kilka firm zajmujących się dystrybucją produktów DUI, z których warto wymienić:
- Silent Technical Diving (Warszawa, Łódź)
- CCR (Częstochowa)
- Abyss Diving (Warszawa)

Ważnym elementem reklamującym suche skafandry jest cyklicznie odbywająca się impreza DUI Demo Days. Co roku na Zakrzówku, w wybrany długi weekend, odbywa się prezentacja firmy i produktów DUI.

## Produkty
Firma Diving Unlimited International specjalizuje się w produkcji suchych skafandrów, systemów wypornościowych (marka DELTA), produktach ratowniczych oraz militarnych (skafandry, wodoodporne torby i pokrowce). Obecnie produkowanych jest kilka modeli "sucharów", a najpopularniejsze z nich to m.in. wykonany z Crushed Neoprenu "CF200", trylaminatowy "TLS 350" oraz neoprenowo-trylaminatowy FLX 50/50.